# 14-та моторизована дивізія (Третій Рейх)
14-та моторизована дивізія (нім. 14. Infanterie-Division (mot) — моторизована дивізія Вермахту за часів Другої світової війни. З січня 1943 дивізія була переформована на 14-ту панцергренадерську дивізію.

## Історія
14-та моторизована дивізія була створена 15 жовтня 1940 шляхом переформування 14-ї піхотної дивізії.

## Райони бойових дій
- Німеччина (листопад 1940 — червень 1941);
- СРСР (центральний напрямок) (червень 1941 — січень 1943).

## Командування

### Командири
- генерал-лейтенант Фрідріх Фюрст (нім. Friedrich Fürst) (15 жовтня 1940 — 1 червня 1941);
- генерал-лейтенант Генріх Вош (нім. Heinrich Wosch) (1 червня 1941 — 1 жовтня 1942);
- генерал-лейтенант Вальтер Краузе (нім. Walther Krause) (1 жовтня 1942 — 1 січня 1943).

## Нагороджені дивізії
Нагороджені дивізії
Нагороджені Сертифікатом Пошани Головнокомандувача Сухопутних військ для військових формувань Вермахту за збитий літак противника (4)
- 10 грудня 1941 — 6-та рота 11-го моторизованого полку за дії 20 листопада 1941 (№ 42);
- 16 травня 1942 — 6-та рота 11-го моторизованого полку за дії 27 січня 1942 (№ 120);
- 11 лютого 1943 — 1-ша рота 53-го моторизованого гренадерського полку за дії 17 серпня 1942 (№ 313);
- 11 лютого 1943 — штабна рота 11-го моторизованого полку за дії 1 серпня 1942 (№ 320).

|  | Кавалери Нагрудного знаку ближнього бою в золоті                                                           | 6 |
|  | Кавалери Золотого Німецького Хреста                                                                        | 148 |
|  | Кавалери Срібного Німецького Хреста                                                                        | 4 |
|  | Кавалери Лицарського хреста Залізного хреста з Дубовим листям                                              | 5 (№ 345 оберст-лейтенант Курт Вальтер — 05.12.1943 № 565 генерал-лейтенант Герман Флерке — 02.09.1944 № 768 генерал-лейтенант Еріх Шнайдер — 06.03.1945 № 771 гауптман Вольфганг Руст — 11.03.1945 № 800 майор Карл Ванка — 23.03.1945) |
|  | Кавалери Лицарського хреста Залізного хреста                                                               | 24 (у тому числі 1 — непідтверджене) |
|  | Кавалери Почесної відзнаки Сухопутних військ «Почесна застібка на орденську стрічку для Сухопутних військ» | 50 |

- Нагороджені Сертифікатом Пошани Головнокомандувача Сухопутних військ (12)
- Нагороджені Сертифікатом Пошани Головнокомандувача Сухопутних військ за збитий літак противника (2)